# Mammillaria polyedra
Mammillaria polyedra (biznaga de muchas cerdas) es una especie endémica de bizanaga perteneciente a la familia Cactaceae que se distribuye en los estados de Guerrero, Oaxaca y Puebla en México. La palabra polyedra proviene del latín que significa «de muchos lados» debido a la angulación que tienen los tubérculos de la planta.

## Descripción
Sus tallos pueden ser simples o ramificados desde la base, tienen de 10 a 13 cm de alto y 12 cm de ancho, globosos a corto cilíndricos. Los tubérculos están fuertemente angulados, aplanado-piramidales, de color verde oscuro. Las areolas de 2 a 3 mm, ovadas a obpriformes, las espinas radiales están ausentes y presenta cerca de 4 espinas centrales de 0.3 a 2.5 mm de largo. Las flores infundibuliformes son pequeñas de 1 a 2 mm largo y 1.5 mm ancho, son de color pardo a amarillento con el margen ciliado rosa, amarillento o blanco. El fruto de 2 cm de largo y 0.8 cm de ancho, claviforme de color rojo. Las semillas de 1cm de largo cuenta con una testa pardo-rojiza. La floración ocurre entre los meses de abril y junio.
Esta especie es ampliamente usada como planta ornamental.

## Distribución
Endémica de los estados de Guerrero, Oaxaca y Puebla en México.

## Hábitat
Habita bosques tropicales caducifolios en elevaciones de 900 a 1900 m s. n. m.

## Estado de conservación
No existen amenazas mayores para las poblaciones de la biznaga de muchas cerdas, sus poblaciones suelen ser bastante abundantes y se distribuye de forma gregaria en enormes colonias.